# Hannes Delcroix
Hannes Delcroix (Petite-Rivière-de-l'Artibonite, 28 februari 1999) is een Belgisch-Haïtiaans voetballer die doorgaans speelt als centrale verdediger. In augustus 2023 verruilde hij Anderlecht voor Burnley. Delcroix maakte in 2020 zijn debuut in het Belgisch voetbalelftal.

## Clubcarrière
Delcroix werd geboren in Haïti onder de naam Piterson Desir, maar verhuisde op tweejarige leeftijd naar België, waar hij geadopteerd werd door de familie Delcroix. Hij speelde in de jeugd van Horendonk, Antwerp, RBC en Beerschot, alvorens hij in 2013 terechtkwam in de opleiding van Anderlecht. In januari 2017 tekende de verdediger zijn eerste profcontract tot medio 2020 bij de Brusselse voetbalclub. Op 5 augustus 2018 maakte Delcroix zijn debuut in het eerste elftal, toen met 5–2 gewonnen werd van Oostende. Ivan Santini (driemaal) en Landry Dimata (tweemaal) scoorden voor Anderlecht. Delcroix mocht van coach Hein Vanhaezebrouck in de rust invallen voor Antonio Milić. In het begin van het seizoen zat hij regelmatig op de bank. Naarmate het seizoen vorderde verdween hij uit beeld. Europees debuteerde hij op 13 december 2018 tegen Dinamo Zagreb, waar hij mocht invallen voor Sebastiaan Bornauw. Hij speelde dat seizoen slechts twee officiële wedstrijden voor Anderlecht.
In de zomer van 2019 werd Delcroix voor één seizoen gehuurd door het net naar de Eredivisie gepromoveerde RKC Waalwijk. Op 3 augustus 2019 mocht Delcroix debuteren als basisspeler in de uitwedstrijd tegen VVV-Venlo, na elf minuten wist hij zijn ploeg meteen op voorsprong te zetten. Zijn team verloor de wedstrijd uiteindelijk wel met 3–1. Delcroix gaf zijn basisplaats niet meer af en bleef het gehele seizoen een vaste waarde in het elftal van Fred Grim. Na in totaal vierentwintig officiële wedstrijden te hebben gespeeld, allemaal als basisspeler, liep zijn uitleenbeurt af en keerde Delcroix terug naar Anderlecht. RKC wilde zijn uitleenbeurt nog verlengen en had zelfs interesse om hem te kopen, maar Delcroix koos voor een terugkeer naar Anderlecht.
Eenmaal terug bij Anderlecht leek Delcroix in eerste instantie niet op veel speelkansen te moeten rekenen van trainer Vincent Kompany. Op 19 september 2020 kreeg hij echter zijn kans, tegen Waasland-Beveren. Delcroix speelde de gehele wedstrijd mee en Anderlecht won met 2–4. Hierna behield hij zijn basisplaats voor het restant van dit seizoen. In augustus 2023 vertrok Delcroix voor een bedrag van circa drie miljoen euro naar Burnley, waar zijn oud-trainer Kompany inmiddels actief was. In Engeland tekende hij voor drie seizoenen. In zijn eerste seizoen bij Burnley kwam Delcroix tot twaalf competitiewedstrijden en de club degradeerde naar het Championship. Swansea City huurde de verdediger in januari 2025.

## Clubstatistieken
| Seizoen | Club           | Competitie      | Competitie | Competitie | Beker | Beker | Internationaal | Internationaal | Totaal | Totaal |
| Seizoen | Club           | Competitie      | Wed.       | Dlp.       | Wed.  | Dlp.  | Wed.           | Dlp.           | Wed.   | Dlp.   |
| ------- | -------------- | --------------- | ---------- | ---------- | ----- | ----- | -------------- | -------------- | ------ | ------ |
| 2018/19 | Anderlecht     | Eerste klasse A | 1          | 0          | 0     | 0     | 1              | 0              | 2      | 0      |
| 2019/20 | → RKC Waalwijk | Eredivisie      | 23         | 1          | 1     | 0     | —              | —              | 24     | 1      |
| 2020/21 | Anderlecht     | Eerste klasse A | 23         | 0          | 2     | 0     | —              | —              | 25     | 0      |
| 2021/22 | Anderlecht     | Eerste klasse A | 10         | 0          | 0     | 0     | 2              | 1              | 12     | 1      |
| 2022/23 | Anderlecht     | Eerste klasse A | 16         | 0          | 2     | 0     | 7              | 1              | 25     | 1      |
| 2023/24 | Anderlecht     | Eerste klasse A | 1          | 0          | 0     | 0     | —              | —              | 1      | 0      |
| 2023/24 | Burnley        | Premier League  | 12         | 0          | 3     | 0     | —              | —              | 14     | 0      |
| 2024/25 | Burnley        | Championship    | 0          | 0          | 0     | 0     | —              | —              | 0      | 0      |
| 2024/25 | → Swansea City | Championship    | 12         | 0          | 0     | 0     | —              | —              | 12     | 0      |
| Totaal  | Totaal         | Totaal          | 98         | 1          | 8     | 0     | 10             | 2              | 116    | 3      |

Bijgewerkt op 20 juli 2025.

## Interlandcarrière
Delcroix doorliep de verschillende jeugdelftallen als Belgisch jeugdinternational. Op 10 november 2020 maakte bondscoach Roberto Martínez bekend dat hij Delcroix voor het eerst opriep voor het Belgisch voetbalelftal voor de oefenwedstrijd tegen Zwitserland. Hij verving Thomas Vermaelen, die van de Japanse autoriteiten geen toestemming kreeg om af te reizen. Tegen Zwitserland maakte Delcroix ook zijn debuut voor het Belgische elftal. De wedstrijd ging door een treffer van Admir Mehmedi en twee doelpunten van Michy Batshuayi met 2–1 gewonnen en van Martínez mocht Delcroix dertien minuten na rust invallen voor Jan Vertonghen. De andere debutanten dit duel waren Charles De Ketelaere (Club Brugge) en Dodi Lukebakio (Hertha BSC).
| Interlands van Hannes Delcroix voor België | Interlands van Hannes Delcroix voor België | Interlands van Hannes Delcroix voor België | Interlands van Hannes Delcroix voor België | Interlands van Hannes Delcroix voor België | Interlands van Hannes Delcroix voor België | Interlands van Hannes Delcroix voor België |
| №                                          | Datum                                      | Wedstrijd                                  | Uitslag                                    | Competitie                                 | Goals                                      |                                            |
| Als speler bij Anderlecht                  | Als speler bij Anderlecht                  | Als speler bij Anderlecht                  | Als speler bij Anderlecht                  | Als speler bij Anderlecht                  | Als speler bij Anderlecht                  | Als speler bij Anderlecht                  |
| ------------------------------------------ | ------------------------------------------ | ------------------------------------------ | ------------------------------------------ | ------------------------------------------ | ------------------------------------------ | ------------------------------------------ |
| 1                                          | 11 november 2020                           | België – Zwitserland                       | 2 – 1                                      | Vriendschappelijk                          |                                            |                                            |

Bijgewerkt op 20 juli 2025.